# Apatania arizona
Apatania arizona là một loài Trichoptera trong họ Apataniidae. Chúng phân bố ở miền Tân bắc.